# سرير بروكرست

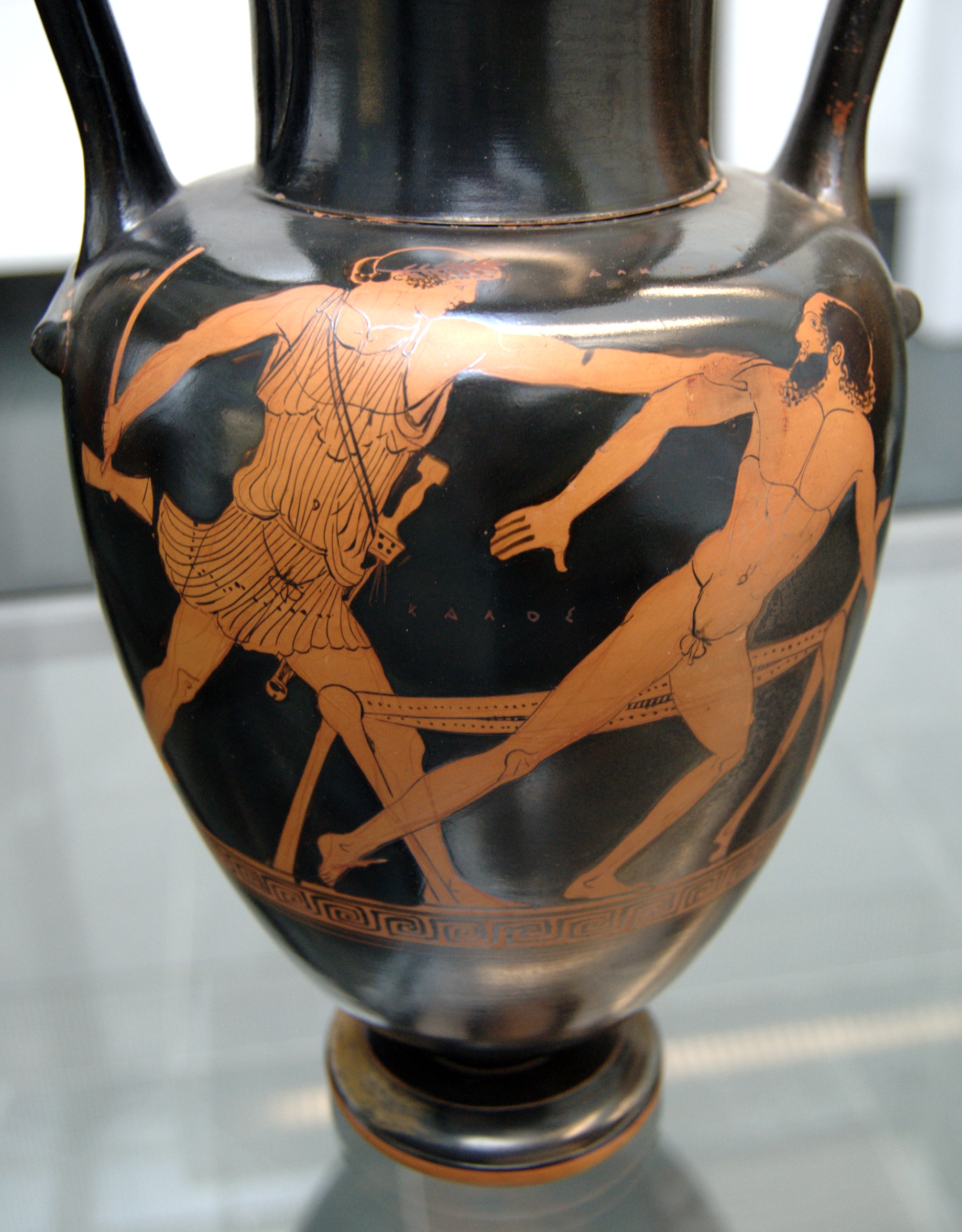
رسم لثيسيوس وبروكرست على أمفورة تعود إلى 570-560 ق.م

سرير بروكرست (بالإنجليزية: Procrustean bed) نسبة إلي الشخصية اليونانية بروكرست، حيث كان حداداً وقاطع طريق من أتيكا، وكان يهاجم الناس ويقوم بمط اجسادهم أو قطع ارجلهم لتتانسب أطوال أجسادهم مع سريره الحديدي.
ويشير مصطلح مغالطة سرير بروكرست إلى فرض الرأي بالقوة علي المستمعين عن طريق قولبة الأفكار، كما يطلق عليها لفظ البروكرستية وتعبر عن أي نزعة إلى «فرض قوالب» جبرية على الاشياء (الاشخاص أو الافكار..) أو ليّ الحقائق أو تشويه المعطيات، وأن نفرض حقيقة ثم نبحث عما يدعمها، ونفسر المعطيات بما يطابق افتراضاتنا، لكي تتناسب قسراً مع مخطط ذهني مسبق. 
ومثالا على ذلك، فالطبيب الجيد ينظر إلى الأعراض التي تظهر على الإنسان ليستنبط منها علة أو مرض ذلك الإنسان، أما المغالطة المنطقية تحدث عندما يقوم الطبيب بافتراض مرض معين ثم البحث عن أدلة تلائم افتراضه، فهو بذلك يفصل استدلالا على قياس فرضه قد لا يكون صحيحا بالضرورة.